# Mutter (소프트웨어)
Mutter는 렌더링에 GTK를 사용했던 메타시티를 대체하는 GNOME 3의 기본 창 관리자로, 처음에는 X 윈도 시스템 용으로 설계 및 구현된 창 관리자이지만 이후 웨이랜드 컴포지터로 진화했다.

## 창 관리
Mutter는 OpenGL 기능을 제공하는 Clutter라는 그래픽 라이브러리를 사용하며, Mutter는 Metacity 와 Clutter의 합성어이다. Mutter는 그놈 계열 데스크탑 환경을 위한 창 관리자이며, GNOME 3의 필수 부분인 그놈 셸의 기본 창 관리자이다. Mutter는 플러그인을 통해 확장 가능하며 다양한 시각 효과를 지원다. GNOME Shell은 Mutter의 플러그인으로 작성되었다.

## 출시 이력
Adel Gadllah가 Mutter 3.13 버전에 HiDPI에 대한 지원을 추가했다.
버전 3.13.2에서는 logind 통합이 mutter-launch를 대체했다.
3.13.3 버전(2014년 6월 24일)에서 wl_touch_interface 의 서버측 비트가 Carlos Garnacho에 의해 구현되었다.

## 포크

### Muffin
Muffin은 리눅스 민트 팀이 시나몬 데스크탑 환경을 위해 개발하고 있는 Mutter의 포크이다. 그놈 셸의 포크인 시나몬의 셸은 Muffin용 플러그인으로 작성되었다.

## 추가 읽기
- Tilley, Sean (2017년 8월 6일). “The Price of Freedom — A Review of the Librem 15 v3”. 《미디엄》.
- Stieben, Danny (2013년 7월 22일). “Gnome-Based Desktop Environments Explained: MATE vs. Gnome Shell vs. Unity vs. Cinnamon”. 《makeuseof.com》.